# Complejo de la Compañía de Agua de Hackensack
El Complejo de la Compañía de Agua Hackensack (en inglés, Hackensack Water Company Complex) es un conjunto de edificios históricos en Weehawken, Nueva Jersey (Estados Unidos). Están registrados en el Registro Nacional de Lugares Históricos. La Hackensack Water Company (lit. Compañía de Agua de Hackensack), una predecesora de Suez North America, desarrolló suministro y almacenamiento de agua en el noreste de Nueva Jersey desde la década de 1870 hasta la década de 1970, inicialmente para brindar servicio a la ciudad de Hackensack y las ciudades de North Hudson. Originalmente, su sede y sus principales instalaciones estaban ubicadas en Hackensack, en el condado de Bergen. Bajo la dirección de Robert W. de Forest, quien dirigió la Hackensack Water Company durante 46 años a partir de 1881, la compañía construyó nuevas instalaciones y trasladó su sede a Weehawken en el condado de Hudson, estableciendo oficinas en una torre de agua de ladrillo, parte de la presente complejo.

## Torre de agua Weehawken
La característica más distintiva de la sede, la torre de agua Weehawken de ladrillo rojo, fue construida en 1883 en lo que ahora es Park Avenue, en el límite de Union City. Diseñado por Frederick Clarke Withers, se inspiró en el Palazzo Vecchio de Florencia, Italia. La torre se encuentra a 175 pies de altura, 300 pies sobre el nivel del mar en el río Hudson.
La torre estaba conectada al depósito n. ° 1 en la parte superior de Hudson Palisades, al que se bombeaba agua desde el río Hackensack, a unas 14 millas de distancia. Si bien el depósito en el sitio podría proporcionar la presión adecuada para los usuarios de agua en Hoboken, ubicado justo sobre el nivel del mar, la presión del agua era inadecuada para los clientes en lo alto de Palisades.
La torre fue diseñada para lograr dos propósitos. Primero, albergó la sede local de la Hackensack Water Company; segundo, tenía hasta 624 592 L de agua potable en su tanque, almacenada bajo presión para uso de residentes, negocios y para combatir incendios. Su inauguración el 29 de septiembre de 1883 fue un gran acontecimiento, revistas profesionales reconocieron a Withers por la innovación de su diseño. La "Torre Roja" figura en la Carta Marítima Federal como un punto de referencia para los barcos que se dirigen al sur por el río Hudson para informarles que se acercan al puerto de Nueva York.
El sitio se agregó al Registro Nacional de Lugares Históricos en 1980, lo que lo salvó de la demolición, después de lo cual se mantuvo estructuralmente. Entin Associates, un desarrollador de bienes raíces, compró el complejo en 1981 por 1,6 millones de dólares. La caseta de entrada y el embalse fueron demolidos para la construcción de un supermercado y estacionamiento. La torre se salvó de la demolición y se mantuvo estructuralmente.
El municipio de Weehawken se hizo cargo de la propiedad en 2000 y comenzó un proyecto de restauración para Water Tower Park. Paragon Restoration Corporation completó ocho meses de restauración en los exteriores del sitio en septiembre de 2004, con pizarra reemplazada en el techo, mampostería reparada en la base y ventanas reemplazadas. Se instalaron nuevos soportes de acero y pisos de madera en el interior, y se dejó espacio para acomodar un ascensor y una escalera de incendios. En octubre de 2005, se creó un parque de plaza en la base de la torre. El interior de la torre fue restaurado a finales de la década de 2000. En 2010, como parte del 150 aniversario de la ciudad, se limpió el interior de ladrillos manteniendo su aspecto histórico. En 2014, el alcalde Richard Turner inauguró la Torre del Agua para la serie anual de lectura PlayWorks de tres semanas de duración, en la que los dramaturgos presentan lecturas de sus obras inconclusas, que celebraron la primera vez que se usó la torre restaurada en más de 100 años.
En septiembre de 2014 el escalador solitario Justin Casquejo se colgó de la torre. Fue acusado de allanamiento desafiante de morada y resistencia al arresto.

## Embalse de Hackensack N.º 2 o Parque del embalse

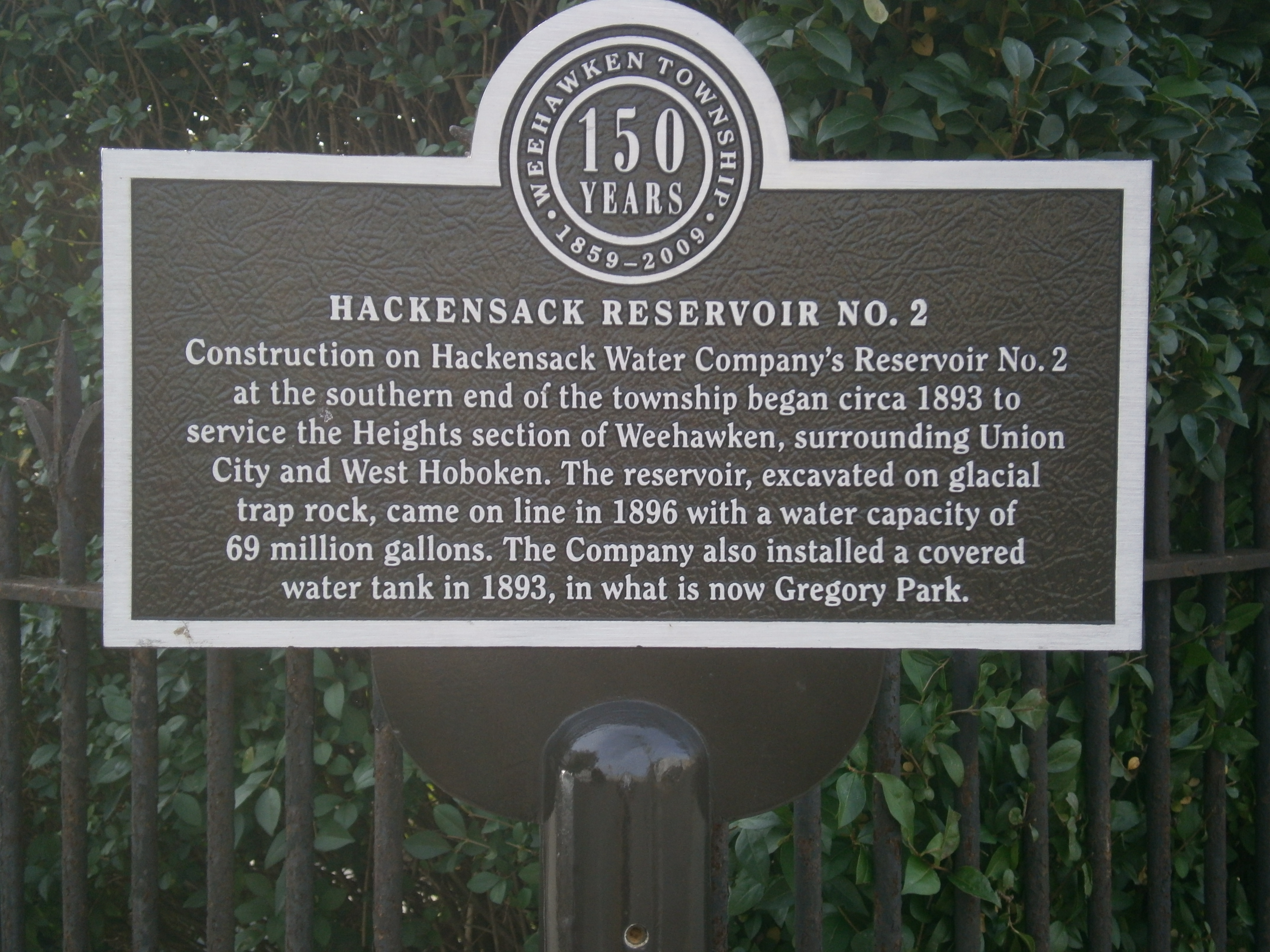
Marcador histórico en Palisade y Highpoint

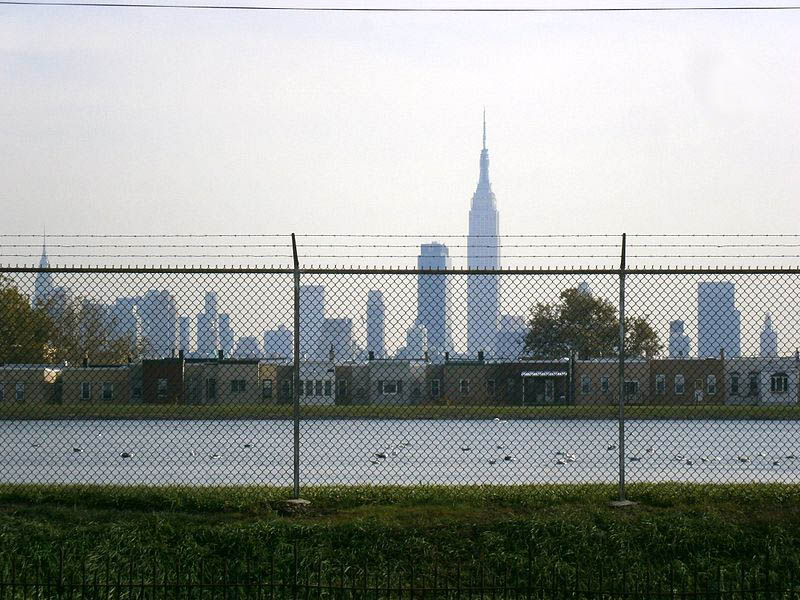
Vista desde la avenida Palisade

El embalse No. 2 de Hackensack fue otro componente del sistema de la compañía de agua en el municipio, más tarde propiedad de su sucesor, United Water. El sitio, un poco más de 14 acres y la propiedad sin desarrollar más grande en North Hudson, está ubicado en Weehawken Heights y está delimitado por Highpoint Avenue, Gregory Avenue, 20th Street y Palisade Avenue, las dos últimas de las cuales crean la frontera con vecina Union City. Fue construido durante un período de gran urbanización de la zona a finales del siglo XIX.
El marcador histórico dice:

La construcción del depósito n. ° 2 de Hackensack Water Company en el extremo sur del municipio comenzó alrededor de 1893 para servir a la sección Heights de Weehawken, que rodea Union City y West Hoboken. El depósito, excavado en roca trampa glacial, entró en funcionamiento en 1896 con una capacidad de 69 millones de galones. La compañía también instaló un tanque de agua cubierto en 1893 en lo que ahora es Gregory Park.

United Water anunció que quería vender la mayor parte de la propiedad a principios de 2011 a un precio no oficial de 11,5 millones de dólares. La compañía retendrá 17 000 m² para construir un tanque subterráneo de almacenamiento de agua para mejorar la presión del agua, con un costo estimado de 25 a 30 millones de dólares. El Trust for Public Land, que avaluó el sitio, dispuso posponer la venta del embalse hasta fin de año.
En 2010 el municipio inició un proceso de compra de los terrenos. El Departamento de Protección Ambiental de Nueva Jersey otorgó al municipio una subvención de 2 millones de dólares en fondos de Green Acres. Se hizo un préstamo de 9 millones a bajo interés del programa de fideicomiso de infraestructura del departamento con la intención de que en el futuro, según lo permitan los fondos, se hagan subvenciones adicionales para el pago. No se deben pagar intereses sobre las tres cuartas partes del dinero y un interés mínimo sobre la otra cuarta parte. El municipio introdujo un bono por 9.2 millones de dólares. Weehawken y Union City están invirtiendo inicialmente 300 000 dólares para transformar los terrenos en un espacio recreativo pasivo. Compartirán el mantenimiento anual de la propiedad. La venta completa se anunció en diciembre de 2011. El parque abrió en 2015.

## Embalse de Jersey City N.º 3

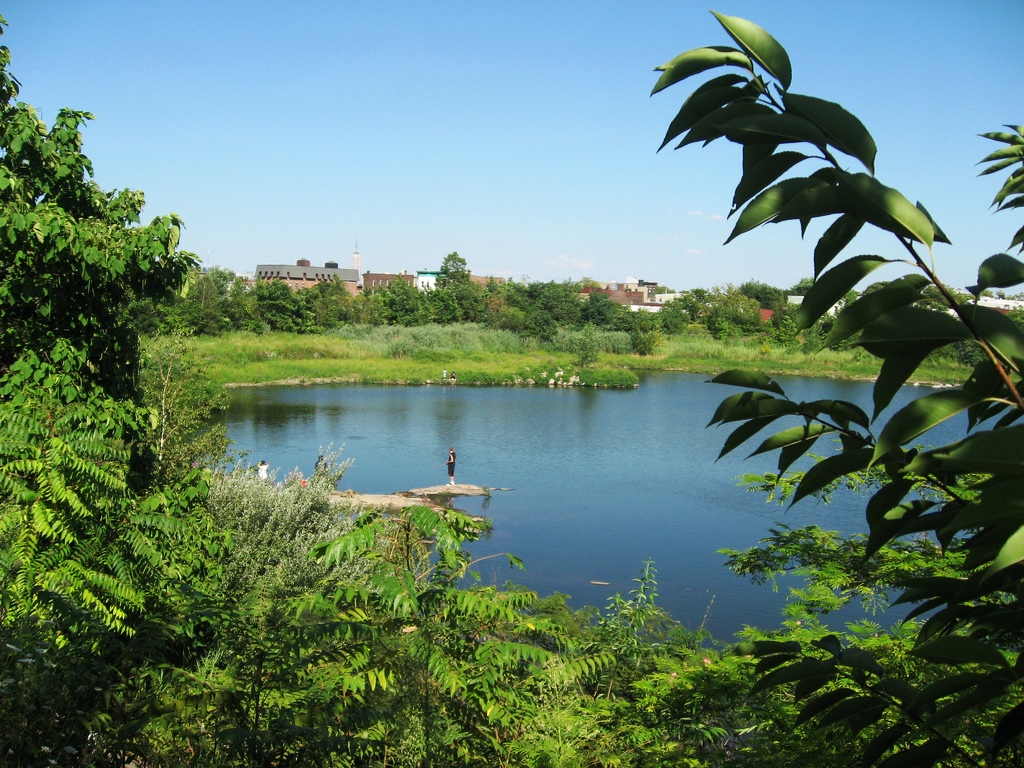
El embalse n. ° 3, adyacente a Pershing Field

Si bien originalmente no formaba parte de la infraestructura de la Hackensack Water Company, otro embalse sobre Hudson Palisades es el Embalse N.º 3 de Jersey City, también desarrollado a fines del siglo XIX en Jersey City Heights, en Jersey City, se cerró al público en la década de 1970 y su uso como fuente de agua municipal terminó en 1992. Desde 2007, ha preservado el depósito abierto para uso público como un área de manejo de vida silvestre adyacente a Pershing Field. El cercano depósito # 1 estaba ubicado a ambos lados de Summit Avenue y desde entonces ha sido demolido.